# Mickaël Dogbé
Mickaël Dogbé (Paris, 28 de novembro de 1976), é um ex-futebolista de Togo, que atuava como atacante. 

## Carreira
Dogbe representou o elenco da Seleção Togolesa de Futebol no Campeonato Africano das Nações de 2002 e 2006.